# 전자 교과서
전자 교과서 또는 디지털 교과서(digital textbook, e-textbooks, e-texts)는 종이로 만든 기존의 서책형 교과서가 아닌 컴퓨터상에서 디지털화된 형태(digital book) 또는 전자적 형태(e-book)로 보는 것이 가능한 교과서이다. 학교에서 정규교육과정 운영을 위하여 사용하는 주된 교재로서 디지털 자료로 생성, 보존, 이용된다.

## 특징
전자교과서는 기존 서책형 교과서를 전자화하여 서책이 가지는 장점과 아울러 검색, 요점출력 등의 부가편의 기능, 애니메이션, 가상현실 등 멀티미디어 학습기능을 구비하여 편리성과 학습효과성을 극대화한 디지털 학습 교재이다.
전자교과서는 이진수로 이루어져 있는 메모리에 서책형 교과서 약 3,000권 이상의 내용이 들어갈 수 있다. 또한 그 수많은 내용 속에서 검색 기능을 통해 필요할 때마다 궁금한 내용을 빠르고 간편하게 그리고 정확하게 찾을 수 있다. 그리고 인터넷을 이용하기 때문에 다른 디지털 교과서와 빔 프로젝터 등과 연결하여 자료를 쉽게 제시할 수 있다. 책에는 표현이 불가능한 소리, 감각, 모양 등 멀티미디어 자료들을 직접 제시해 줄 수 있기 때문에 학습의 이해를 돕는데 큰 역할을 한다.
시간과 공간의 제약 또한 받지 않는다. 인터넷이 연결되어 있는 곳이면 어디든지 원하는 곳에서 원하는 시간에 학습이 가능하다. 혹여 인터넷이 연결되어 있지 않다고 하더라도 스마트폰 등의 휴대기기에 저장하여 학습하는 것이 가능하다.
학습자의 능력, 수준, 선호도에 따른 수준별, 단계별, 개별적인 학습을 제공하며 협동학습을 지원하기 때문에 교사와 학급 친구들, 외부전문가와의 다양한 상호작용이 가능하다. 뿐만 아니라 학습자가 자신의 정보를 DB(Data Base)에 첨가 또는 생성하는 것이 허용되며 누구나 쉽게 접근할 수 있게 만들어져 지역 간 학습격차를 해소시킬 수 있다. 이는 교사들의 업무를 자동화 시켜주고 학습자가 학습과정을 통제할 수 있는 기회를 제공한다.

## 기능
전자교과서의 기능으로 학습의 보조도구인가, 학습의 핵심도구인가에 대한 여러 주장이 제기되고 있다. ‘학생용의 주된 교재’로 명시된 교육법률(교육부, 1996년)의 정의에 따라 전자교과서 또한 ‘교과서’의 기능이 주목적이라고 할 때 전자교과서 또한 교수학습의 ‘주된 교재’로 정의하는 것이 타당할 것이다. 다만 전자교과서는 전통적인 교과서가 지니고 있는 기본 기능을 확장하여 디지털 미디어의 장점(교과서 내 하이퍼링크, 멀티미디어 기능 등)을 추가하는 것으로 기존 서책형보다 발전된 교과서 형태를 갖추고 있다.

### 학습 주 자료 기능

#### 교과서 기능
기존 교과서가 제공하는 역할과 기능을 수행한다.

### 학습지원 및 촉진 기능
멀티미디어 기능, 참고자료 기능, 학습사전 기능, 자료 검색 기능, 하이퍼링크 기능이 있다. 멀티미디어 기능은 멀티미디어 자료가 임베디드 및 하이퍼링크로 연계되는 기능으로 나뉜다. 참고자료 기능은 자기주도적 학습에 필요한 참고서, 문제집을 제공하는 기능을 말한다. 학습사전 기능은 가족학습, 용어사전을 제공하는 기능을 말한다. 자료 검색 기능은 학습자가 필요로 하는 내용의 용이한 검색기능을 제공하는 것을 말한다. 하이퍼링크 기능은 자기주도적 학습에 필요한 다양한 자원의 부가 연계되며 웹(web)을 통한 전문가, 외부 기관과의 상호 교류의 기회를 제공하는 기능을 말한다.

### 학습관리 및 도구기능
학습관리 시스템 기능, 평가도구 기능, 저작도구 기능, 정보자원과의 연계기능으로 나뉜다. 학습관리 시스템 기능이란 학습자의 학습 진도 및 수준 관리를 할 수 있으며 학습자 포트폴리오를 관리할 수 있는 기능이다. 평가도구 기능은 디지털 교과서 체제 내외부 평가도구를 연계시키며 수준별 보충, 심화학습 자료를 제공하는 기능을 말한다. 저작도구 기능은 학습자가 원하는 내용을 제작, 편집, 출력할 수 있게 되어있는 기능을 말한다. 정보자원과의 연계 기능은 국가 지식과 DB(Data Base)를 디지털 교과서와 연계시키며 정치, 경제, 사회, 문화 기관이 소유한 학습용 콘텐츠를 연계시키는 기능을 말한다.

## 국가별 규정

### 대한민국
대한민국에서 전자교과서와 관련된 규정으로는 다음과 같은 것이 있다.
제2조(정의) 이 영에서 사용하는 용어의 정의는 다음과 같다.
1. “ 교과용도서”라 함은 교과서 및 지도서를 말한다.
2. “ 교과서”라 함은 학교에서 학생들의 교육을 위하여 사용되는 학생용의 서적, 음반, 영상 및 전자저작물 등을 말한다.(2002.6.25. 개정)

※ 종전 : ‘주된교재’→ 서책, 음반, 영상 및 전자저작물— 대통령령 18429호

## 같이 보기
- 전자책